# 海黄大桥
海黄大桥，原名哇加滩黄河大桥，是中国青海省一座双塔双索面斜拉桥，跨越黄河，连接两岸的化隆回族自治县与尖扎县，是中国国家高速公路网  张汶高速牙什尕至同仁段（牙同高速公路）的控制性工程之一。桥长1,000米，宽28米，跨距布置为104+116+560+116+104米，主跨560米，主塔设计为H型，南塔总高193.6米，北塔总高186.2米，上部结构采用钢混叠合梁形式，桥面距黄河河面40米高，采用双向四车道高速公路标准，设计行车速度为80公里/小时，于2017年9月14日建成通车，是中国西北地区跨径最大的斜拉桥。